# Danh sách cầu thủ tham dự giải vô địch bóng đá U-16 châu Âu 1993
Các cầu thủ in đậm từng thi đấu cho đội tuyển quốc gia.

## Bảng A

### Iceland
Huấn luyện viên:

### Bắc Ireland
Huấn luyện viên:

### Ba Lan
Huấn luyện viên:Andrzej Zamilski
| 0#0 | Vị trí | Cầu thủ             | Ngày sinh và tuổi           | Câu lạc bộ        |
| --- | ------ | ------------------- | --------------------------- | ----------------- |
|     | TM     | Sylwester Janowski  | 8 tháng 12, 1976 (16 tuổi)  | Siarka Tarnobrzeg |
|     | TM     | Andrzej Bledzewski  | 2 tháng 7, 1977 (15 tuổi)   | Bałtyk Gdynia     |
|     | HV     | Mirosław Szymkowiak | 12 tháng 11, 1976 (16 tuổi) | Olimpia Poznań    |
|     | HV     | Marcin Thiede       | 13 tháng 9, 1976 (16 tuổi)  | Zawisza Bydgoszcz |
|     | HV     | Artur Wyczałkowski  | 21 tháng 8, 1976 (16 tuổi)  | Wisła Płock       |
|     | HV     | Marcin Drajer       | 21 tháng 6, 1976 (16 tuổi)  | Lech Poznań       |
|     | TV     | Maciej Terlecki     | 9 tháng 3, 1977 (16 tuổi)   | Polonia Warszawa  |
|     | TV     | Wojciech Rajtar     | 18 tháng 9, 1976 (16 tuổi)  | Hutnik Kraków     |
|     | TV     | Mariusz Kukiełka    | 7 tháng 11, 1976 (16 tuổi)  | Siarka Tarnobrzeg |
|     | TV     | Jacek Magiera       | 1 tháng 1, 1977 (16 tuổi)   | Raków Częstochowa |
|     | TV     | Arkadiusz Radomski  | 27 tháng 6, 1977 (15 tuổi)  | Mieszko Gniezno   |
|     | TV     | Marcin Szulik       | 10 tháng 1, 1977 (16 tuổi)  | Polonia Nowa Sól  |
|     | TV     | Marek Kowalczyk     | 17 tháng 1, 1977 (16 tuổi)  | Parasol Wrocław   |
|     | TĐ     | Piotr Bielak        | 4 tháng 9, 1976 (16 tuổi)   | KS Lublinianka    |
|     | TĐ     | Tomasz Kosztowniak  | 13 tháng 1, 1977 (16 tuổi)  | Śląsk Wrocław     |
|     | TĐ     | Artur Andruszczak   | 11 tháng 6, 1977 (15 tuổi)  | Stilon Gorzów     |

### Thụy Sĩ
Huấn luyện viên:

## Bảng B

### Hy Lạp
Huấn luyện viên:

### Hungary
Huấn luyện viên:

### Tây Ban Nha
Huấn luyện viên: Juan Santisteban
| 0#0 | Vị trí | Cầu thủ                         | Ngày sinh và tuổi           | Câu lạc bộ         |
| --- | ------ | ------------------------------- | --------------------------- | ------------------ |
|     | TM     | Jon Ander                       | 6 tháng 9, 1976 (16 tuổi)   | Racing Santander B |
|     | TM     | Josma                           | 1 tháng 1, 1977 (16 tuổi)   | Real Madrid        |
|     | HV     | Miguel Alfonso                  | 9 tháng 9, 1976 (16 tuổi)   | Real Zaragoza      |
|     | HV     | Mingo                           | 10 tháng 6, 1976 (16 tuổi)  | Barcelona C        |
|     | HV     | Jose María Méndez Castro        | 9 tháng 9, 1976 (16 tuổi)   | Sevilla FC         |
|     | HV     | Juan Redondo                    | 17 tháng 7, 1977 (15 tuổi)  | Real Betis         |
|     | TV     | Curro Montoya                   | 13 tháng 2, 1977 (16 tuổi)  | Valencia CF        |
|     | TV     | Francisco Rufete                | 20 tháng 11, 1976 (16 tuổi) | Barcelona B        |
|     | TV     | Daniel Vidal Sanromán           | 1 tháng 1, 1977 (16 tuổi)   | Celta Vigo         |
|     | TV     | Toni Velamazán                  | 22 tháng 1, 1977 (16 tuổi)  | Damm Barcelona     |
|     | TV     | Roger García Junyent            | 15 tháng 12, 1976 (16 tuổi) | Barcelona B        |
|     | TV     | Álvaro Benito                   | 10 tháng 12, 1976 (16 tuổi) | Real Madrid        |
|     | TV     | Fernando José Lorenzo Fernández | 9 tháng 9, 1976 (16 tuổi)   | Caixa Galicia FC   |
|     | TĐ     | Diego Ribera                    | 19 tháng 2, 1977 (16 tuổi)  | Valencia CF        |
|     | TĐ     | Ricardo García Sánchez          | 22 tháng 1, 1977 (16 tuổi)  | Valencia CF        |
|     | TĐ     | Raúl Calle Vicente              | 10 tháng 11, 1976 (16 tuổi) | Sestao River Club  |

### Thổ Nhĩ Kỳ
Huấn luyện viên: 

| Số | VT | Cầu thủ           | Ngày sinh (tuổi)            | Trận | Bàn | Câu lạc bộ |
| -- | -- | ----------------- | --------------------------- | ---- | --- | ---------- |
|    | HV | Alparslan Tice    | 29 tháng 5, 1977 (15 tuổi)  |      |     |            |
|    | TV | Ayhan Akman       | 23 tháng 2, 1977 (16 tuổi)  |      |     |            |
|    |    | Cihangir Kabakçi  | 12 tháng 5, 1975 (17 tuổi)  |      |     |            |
|    |    | Hakim Toplu       | 1 tháng 1, 1977 (16 tuổi)   |      |     |            |
|    | TV | İlker Dalçiçek    | 10 tháng 5, 1977 (15 tuổi)  |      |     |            |
|    | TV | Mustafa Külle     | 4 tháng 8, 1976 (16 tuổi)   |      |     |            |
|    | HV | Okan Özke         | 5 tháng 8, 1977 (15 tuổi)   |      |     |            |
|    |    | Osman Tan         | 28 tháng 10, 1977 (15 tuổi) |      |     |            |
|    |    | Ramazan Gürbüz    | 5 tháng 5, 1977 (15 tuổi)   |      |     |            |
|    | TĐ | Serdar Topraktepe | 25 tháng 8, 1976 (16 tuổi)  |      |     |            |
|    |    | Ümit Özişik       | 17 tháng 8, 1976 (16 tuổi)  |      |     |            |
|    |    | Fatih Sezer       | 21 tháng 10, 1976 (16 tuổi) |      |     |            |
|    |    | Hakan Can         | 10 tháng 10, 1976 (16 tuổi) |      |     |            |
|    | TV | Hikmet Çapanoğlu  | 29 tháng 10, 1976 (16 tuổi) |      |     |            |
|    |    | Yildiray Arslan   | 22 tháng 10, 1976 (16 tuổi) |      |     |            |

## Bảng C

### Bỉ
Huấn luyện viên:

### Tiệp Khắc
Huấn luyện viên:

### Anh
Huấn luyện viên:

### Cộng hòa Ireland
Huấn luyện viên:

## Bảng D

### Pháp
Huấn luyện viên:Christian Damiano

| Số | VT | Cầu thủ               | Ngày sinh (tuổi)            | Trận | Bàn | Câu lạc bộ |
| -- | -- | --------------------- | --------------------------- | ---- | --- | ---------- |
| 1  | TM | Christophe Eggimann   | 23 tháng 9, 1976 (16 tuổi)  |      |     |            |
| 2  | HV | Jean-Sebastien Jaures | 30 tháng 9, 1977 (15 tuổi)  |      |     |            |
| 3  | TV | Arnaud Cramette       |                             |      |     |            |
| 4  | HV | Bruno Ithurria        | 23 tháng 1, 1977 (16 tuổi)  |      |     |            |
| 5  | HV | Sebastien Dailly      | 6 tháng 12, 1976 (16 tuổi)  |      |     |            |
| 6  | HV | Pierre Ducrocq        | 18 tháng 12, 1976 (16 tuổi) |      |     |            |
| 7  | TV | Eric Lestang          |                             |      |     |            |
| 8  | HV | Johan Radet           | 24 tháng 1, 1977 (16 tuổi)  |      |     |            |
| 9  | TĐ | Cedric Bardon         | 15 tháng 10, 1976 (16 tuổi) |      |     |            |
| 10 | TV | Youssef Moustaid      | 21 tháng 8, 1976 (16 tuổi)  |      |     |            |
| 11 | TĐ | Fabrice Lepaul        | 17 tháng 11, 1976 (16 tuổi) |      |     |            |
| 12 | TV | John Serville         |                             |      |     |            |
| 13 | TV | Didier Neumann        | 13 tháng 1, 1977 (16 tuổi)  |      |     |            |
| 14 | TĐ | Benoit Le Bris        | 1 tháng 12, 1976 (16 tuổi)  |      |     |            |
| 15 | TĐ | Loic Chaveriat        | 5 tháng 2, 1977 (16 tuổi)   |      |     |            |
| 16 | TM | Bertrand Laquait      | 13 tháng 4, 1977 (16 tuổi)  |      |     |            |

### Ý
Huấn luyện viên: Sergio Vatta
| 0#0 | Vị trí | Cầu thủ                | Ngày sinh và tuổi          | Câu lạc bộ    |
| --- | ------ | ---------------------- | -------------------------- | ------------- |
| 1   | TM     | Marco Caterini         | 14 tháng 4, 1977 (16 tuổi) | AS Roma       |
| 2   | HV     | Gianpaolo Castorina    | 30 tháng 8, 1976 (16 tuổi) | AC Milan      |
| 3   | HV     | David Giubilato        | 13 tháng 9, 1976 (16 tuổi) | Torino        |
| 4   | HV     | Nicola Antonio Calabro | 10 tháng 8, 1976 (16 tuổi) | Lazio         |
| 5   | HV     | Enrico Morello         | 17 tháng 1, 1977 (16 tuổi) | Parma         |
| 6   | TV     | Luca Vigiani           | 17 tháng 1, 1977 (16 tuổi) | AC Fiorentina |
| 7   | TĐ     | Carmelo Aguilera       | 2 tháng 2, 1977 (16 tuổi)  | AC Milan      |
| 8   | TĐ     | Francesco Totti        | 27 tháng 9, 1976 (16 tuổi) | AS Roma       |
| 9   | TĐ     | Francesco De Francesco | 21 tháng 9, 1977 (15 tuổi) | AC Milan      |
| 10  | HV     | Dario Dossi            | 17 tháng 1, 1977 (16 tuổi) | Brescia       |
| 11  | TV     | Daniele Di Donato      | 21 tháng 2, 1977 (16 tuổi) | Torino        |
| 12  | TM     | Gianluigi Buffon       | 28 tháng 1, 1978 (15 tuổi) | Parma         |
| 13  | HV     | Luca Gallipoli         | 8 tháng 8, 1976 (16 tuổi)  | Torino        |
| 14  | HV     | Fabrizio Stringardi    | 16 tháng 9, 1976 (16 tuổi) | Torino        |
| 15  | TV     | Nicola Ferrarini       | 9 tháng 1, 1977 (16 tuổi)  | Parma         |
| 16  | TV     | Roberto Magnani        | 13 tháng 1, 1977 (16 tuổi) | Parma         |

### Bồ Đào Nha
Huấn luyện viên:

### Nga
Huấn luyện viên: